# Auguste Carayon
Auguste Carayon, född den 31 mars 1813 i Saumur, död den 15 maj 1874 i Poitiers, var en fransk jesuit och historieskrivare.
Carayon inlade stora förtjänster genom grundliga forskningar rörande sin ordens historia. Bland hans arbeten kan nämnas Documents inédits concernant la compagnie de Jésus (23 band, 1863-1886), Bibliographie historique de la compagnie de Jésus (1864, en för jesuitordens historia ovärderlig bibliografisk hjälpreda), Premières missions des jésuites au Canada (samma år), Bannissement des jésuites de la Louisiane (1865) och Notes historiques sur les parlements et les jésuites au XVIII:e siècle (1867). 